# 丹尼斯·库德里亚夫采夫
丹尼斯·亚历山德罗维奇·库德里亚夫采夫（俄语：Денис Александрович Кудрявцев，1992年4月13日—）是一名俄罗斯400米跨栏运动员，赢得2014年欧洲田径锦标赛400米栏铜牌和2015年世界田径锦标赛400米栏银牌。

## 外部連結
- 丹尼斯·库德里亚夫采夫在的頁面